# مغ

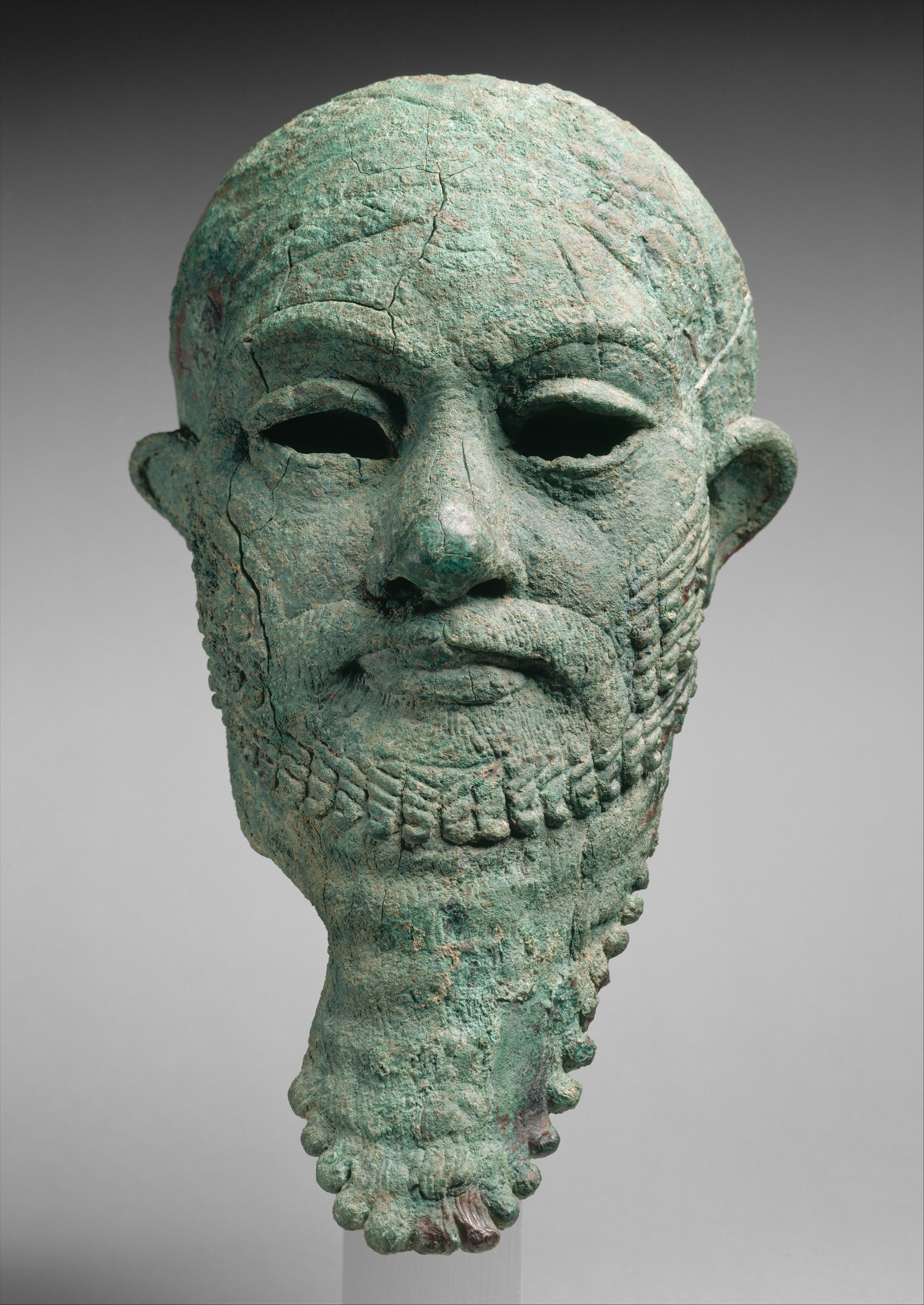
سر مفرغی از یک مغ، محل کشف همدان

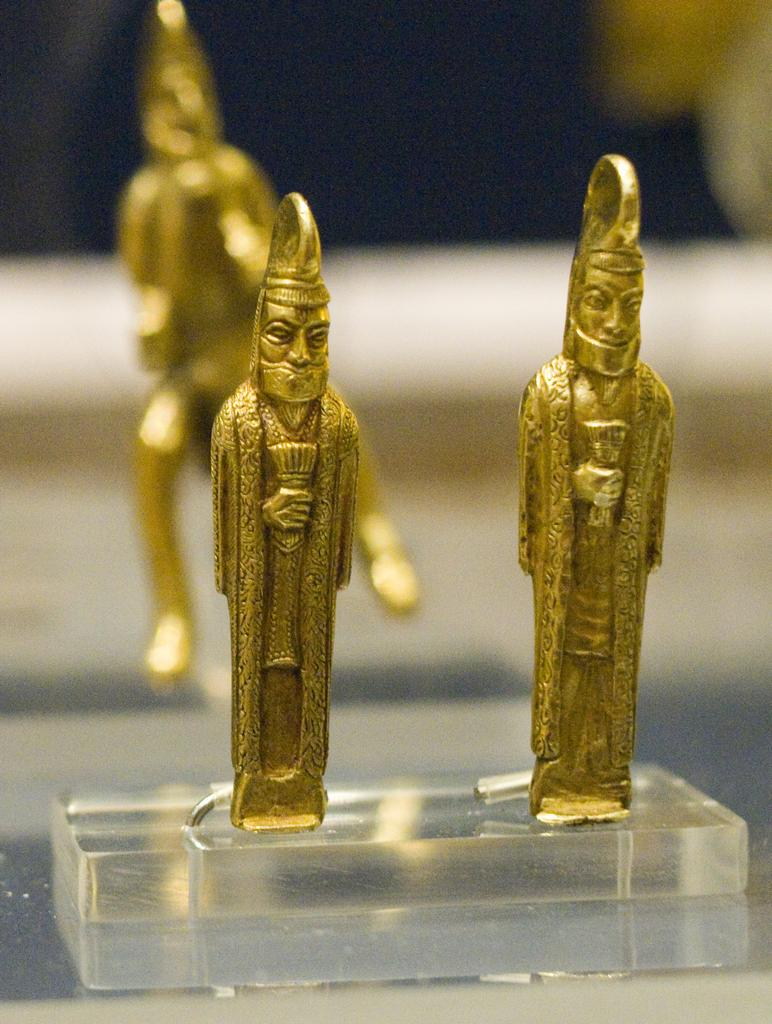
تندیس زرّین مغان مکشوف از آمودریا شهره به گنجینه آمودریا

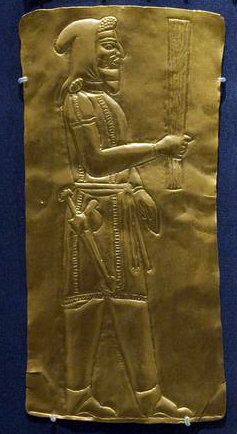
مغ در لباس شرقی

مُغ (magu) یا مگوش (magus) نام ثبت شده برای روحانیان ایران در دورهٔ ماد، هخامنشی، اشکانی و ساسانی است. احتمالاً در دوران باستان در شرق ایران روحانیان را «مَگا» یا «مغ» می‌خواندند. این واژه در بیشتر دین‌های باستانی وجود داشته و هر مغی راهنمای دین خود بوده است چون اصول و سنت‌های دینی گوناگون و متفاوت بوده، مغان و تعلیمات آنان هم با یکدیگر متغایر و غالباً ضد یکدیگر بوده است. کهن‌ترین اثری که از واژه مغ در دست است مربوط به قرن هشتم پیش از میلاد است.
اولین کاربرد «مغ» در سنگ‌نوشته‌های ایرانی، سنگ‌نوشته بیستون و مربوط به گئومات مغ است. نظرات متناقضی در آثار علمی جدید در مورد مذهب مغان بیان شده است. برخی از محققان مغان را زرتشتی دانسته‌اند و برخی دیگر آن‌ها را دشمن تعالیم زرتشت می‌دانند.
به گفته هرودوت مغان قبیله‌ای از قبایل شش گانهٔ مادها بودند که مادها و پارس‌ها روحانیان خود را از همین قبیله برمی‌گزیدند. پس از آن تمامی روحانیان و کاهنان همهٔ ادیان و مذاهب متفاوت در ایران و بین‌النهرین که در اصل «مغان میترایی» یا «مغان مهرپرست»، «مغان مادی»، «مغان کلدانی»، «مغان زروانی» و «مغان زرتشتی» و غیره بودند همگی با نام عام «مغ» خوانده می‌شدند. این مسئله موجب ابهامات و گمراهی‌های بسیاری شده است.

## در منابع
احتمالاً در دوران باستان در شرق ایران روحانیان را «مَگا» یا «مغ» می‌خواندند. واژه مَگا (maga) یا مغ به معنی، دانشمند یا نیکوکار یک راهنمای روحانی است. این واژه در بیشتر دین‌های باستانی وجود داشته و هر مغی راهنمای دین خود بوده است چون اصول و سنت‌های دینی گوناگون و متفاوت بوده، مغان و تعلیمات آنان هم با یکدیگر متغایر و غالباً ضد یکدیگر بوده است. کهن‌ترین اثری که از واژه مغ در دست است مربوط به قرن هشتم یپش از میلاد است.
در گات‌ها که به زرتشت نسبت داده می‌شود، واژهٔ «مَگا» در ترکیب «انجمن مَگا» آمده است که معانی گوناگونی توسط پژوهشگران به آن نسبت داده شده است.
اولین کاربرد مغ در سنگ‌نوشته‌های ایرانی در سنگ‌نوشته بیستون و مربوط به گئومات مغ است.
نام مغان به استثنای یکبار، در اوستا ذکر نشده است. اصطلاح مغ یا مغان در شاهنامه مانند اوستا کمتر ذکر شده است، به جای کلمه فوق اغلب با عناوین موبد و هیربد سرکار است. در شاهنامه مُغان، پیشوایان دینی بوده‌اند.
مغان در غرب به عنوان گروهی اسرارآمیز شناخته شده‌اند و کلمهٔ Magic (به معنی جادو) یا مشابهات آن همانند واژگان magnet و magnetism (و شکل فارسی آن مغناطیس) در زبان‌های اروپایی برگرفته از کلمهٔ مغ است.
در دورهٔ ساسانی در کتیبه‌های گوناگون طبقهٔ روحانیان با القاب متعددی با دامنهٔ زمانی نامشخص به‌کار رفته است. مهم‌ترینِ آنها عبارتند از: آترُوان، اثورنان، آسرونان، دینبران، دین‌مردان، موبدان و مغان که آسرونان و موبدان عمومی‌ترین عنوان به‌کاررفته بوده است.

## پیش از گسترش دین زرتشت
نظرات متناقضی در آثار علمی جدید در مورد مذهب مغان بیان شده است. برخی از محققان مغان را زرتشتی دانسته‌اند و برخی دیگر آن‌ها را دشمن تعالیم زرتشت می‌دانند. هرودوت مغان را یک قبیله ساکن در سرزمین ماد می‌شمارد ولی به خاستگاه آنان اشاره‌ای نکرده است.
هاشم رضی در کتاب آیین مغان می‌نویسد: پیش از پیدایش آیین زرتشت اعتقادات ماد‌ها و پارس‌ها شبیه به معتقدات سایر اقوام آریایی بوده است. آنها در اوایل امر مانند برادران آریایی خود در هند مظاهر طبیعی را می‌پرستیدند و طبیعت‌پرست بودند سپس خورشید میترا را مورد تکریم قرار دادند و خورشیدپرست شدند که در ایران به مهرپرستی شناخته می‌شود. آنها معابدی داشتند که توسط روحانیانی به نام «مغ» یا «موگوش» اداره می‌شد. پس از آن تمامی روحانیان و کاهنان همهٔ ادیان و مذاهب متفاوت ایرانی به نام مغان یا مجوسان خوانده شدند که این مسئله موجب ابهامات و گمراهی‌های بسیاری شده است.
امیل بنونیست می‌نویسد: شخص زرتشت و تعلیمات مغان بر روی افکار و اندیشه‌های یونانی تأثیری پرداخت که راست و واقعی بود اما نمی‌توان چنان انگاشت که یونانیان تنها یک گونهٔ واحد آیین ایرانی را می‌شناختند. کیش‌ها و گونه‌های متفاوتی از آیین ایرانی در آثار مورخان یونانی به چشم می‌خورد. هر یک از این کیش‌ها به دورهٔ متفاوتی تعلق دارد و شاید هر کدام در محدودهٔ معینی از سرزمین ایران رواج داشته است. نه یونانیان و سریانی‌ها و نه نویسندگان ارمنی، هیچ‌یک از زرتشت و از آیین او که در گات‌های اوستا بازگو شده است، آگاهی نداشتند. برداشت اساطیری دربارهٔ زرتشت از پرتوِ وجودِ اودوکسوس کنیدوسی که هم‌زمان با افلاطون در میانهٔ سدهٔ چهارم پیش از میلاد می‌زیسته است، بر جا مانده است. چنین برداشت‌های افسانه‌ای پیرامون زرتشت، از ایران غربی سرچشمه گرفته است و چنان‌که پیداست جا یا جاهایی که چنین داستان‌هایی پرداخته‌شده، باید از خاستگاه زرتشت فاصلهٔ بسیاری داشته‌باشد. این نکته را باید در نظر داشت که مورد گسترش آیین زرتشتی در زمان باستان اغراق شده است، به احتمال زیاد آیین زرتشت در آغاز یک نهضت محلی در ایران شرقی بوده است که هنوز مرزهای آن مشخص نشده است. این آیین نو با مقاومت و مقابلهٔ شدید کیش‌های رایج مواجه شد و برای مدتی دراز نتوانست به برتری و چیرگی کامل برسد و چون گسترش یافت، دگرگون شد. آیین زرتشت با آیین‌هایی که در پی انداختن آن‌ها برخاسته بود، درآمیخت و مزدیسنا به گونه‌ای بسیار متفاوت در ایران انتشار یافت.

## در دوره هخامنشی و اشکانی

### مغان مادی
هنریک ساموئل نوبری ایرانشناس سوئدی می‌نویسد: روحانیان دولت کهن ماد «مغ» خوانده می‌شدند. چنین به نظر می‌رسد که دین ماد باستان یک آیین مزدایی ابتدایی باشد. در ماد یک مزداپرست را مَزْدَیزنَه (mazdayazna) می‌خواندند که از صورت اوستایی آن مَزْدیسنَه (mazdayasna) آشکارا جدا می‌شود. آنان در دیرین‌ترین زمان، مجموعه‌ای از خدایان را که با آریایی‌ها میتانی همانندگی بسیار باید داشته‌باشند، می‌پرستیدند. در فهرست نام خدایان که در کتابخانهٔ آشوربنیپال (۶۸۸ تا ۶۲۶ قبل از میلاد) یافت شده است، خدایان ماد هم به چشم می‌خورند. در یک فهرست واژهٔ «میترا» و در فهرست دیگر اَسَرَمَزاش که آن را باید با اَسوَره‌مَزداس که خود صورت اصلی آریایی «اهورامزدا» است یکی بدانیم. این دو نام برترین خدایان مادها بودند. به گفته هرودوت مغان قبیله ای از قبایل شش گانهٔ مادها بودند که مادها و پارس‌ها روحانیان خود را از همین قبیله برمی‌گزیدند. بنابر پژوهش‌های تازه، در ابتدا مغان گروه ویژه در بین مادها بودند که کاهنی ویژهٔ آنها بود — یا طبقه‌ای که شاه-کاهنی موروثی آنها شناخته می‌شد — گروهی بودند که سرپرستی امور دینی با آنان بود و از نظر اجتماعی کاستی بسته داشتند و با غیر از خود ازدواج نمی‌کردند. این نظریه وجود دارد که شاهان مادی و هخامنشی در بازسازی سیاسی و اجتماعی قدرت شاهی یا فرمانروایی را از آنها گرفتند و تنها وظیفه کاهنی برای آنان باقی ماند و شاید قیام گئومات در زمان داریوش بزرگ برای بازپس‌گیری همان قدرت سیاسی از دست رفته صورت گرفته باشد. به اعتقاد نیبرگ این احتمال وجود دارد که آنها مانند لاویان در اسرائیل باستان، کاهنیت موروثی را تشکیل می‌دادند و گروه مقدس را در ماد تشکیل می‌دادند.

#### به جای آوردن مراسم توسط مغان مادی
باورها و عقایدی که هرودوت شرح می‌دهد، به‌طور تقریبی به سال ۴۴۵ پیش از میلاد منطبق با ۵۰ سال پس از مرگ داریوش بزرگ مربوط می‌شود.
بی‌گمان در روایت هرودوت مراد از زئوس در هنگام گفتگو دربارهٔ خدای برین همان اهورامزدا است. اهورامزدا یکی از مهم‌ترین ایزدان آیین باستانی اوستایی است که در گات‌های زرتشت در درجهٔ اول اهمیت قرار گرفته است. ستایش این خدا هم از مذهب مزدیسنا در مفهوم اصطلاحی آن و هم از نوآیینی و دین‌آوری زرتشت باستانی‌تر است. در سخن هرودوت هیچ نشانی از شخص زرتشت نیست. خواننده هیچ‌یک از ویژگی‌های اساسی آیین اوستایی را در این‌جا نمی‌یابد به هوم و موقعیت مهم و اساسی آتش در برگزاری مراسم دینی زرتشتی هیچ اشاره‌ای نرفته است. به گفتهٔ هرودوت مغ در هنگام مراسم تاجی از اسپرغم بر سر می‌گذاشت این یک رسم ویژهٔ پارسی است و شاید از بومیان انیرانی و غیرآریایی فرا گرفته بودند در صورتی‌که در مراسم پرستش اوستایی چنان‌که هنوز در میان پارسیان هند رواج دارد، موبد باید سر خود و همچنین پایین چهره‌اش را با پنام بپوشاند تا دم او آتش را نیالاند. بدین ترتیب می‌توان تصور کرد دینی که هرودوت به ایرانیان نسبت داده است، آیین زرتشتی نبوده بلکه گونهٔ ابتدایی آیین کهن ایرانی است که بر اساس چندتا پرستی و ستایش نیروهای مینوی شدهٔ گیتی استوار بوده است. این کیش به باورهای ودایی بیشتر از آیین زرتشتی نزدیک است. دین ایرانی‌ای که هرودوت توصیف کرده است، با آیین اوستایی تنها در مورد عقایدی که بازماندهٔ باورهای دوران هندوایرانی است هماهنگی دارد و برخی از این باورهای کهن را، باوجود دگرگونی و جابه‌جایی‌های فراوان هنوز می‌توان در اوستا تشخیص داد.

هرودوت همچنان می‌نویسد: 
مغ‌ها نژادی بسیار عجیب و غریب هستند که کاملاً با راهبان مصری و در واقع از همه مردان دیگر متفاوت است. کاهنان مصری نکشتن هیچ حیوان زنده‌ای را جز حیواناتی که به عنوان قربانی تقدیم می‌کنند، یک نکته دینی می‌دانند. برعکس، مغان، به جز سگ‌ها و مردان، حیوانات مختلف را با دست خود می‌کشند. حتی به نظر می‌رسد که آنها از کار لذت می‌برند و به آسانی مانند سایر حیوانات، مورچه‌ها و مارها و مواردی مانند پرواز یا خزنده را می‌کشند. با این حال، از آنجایی که همیشه این رسم آنها بوده است، بگذارید به آن پایبند باشند.

### مغان زروانی
در آیین زروانی اورمزد و اهریمن دو گوهر قدیم و هر دو پسران همزاد زروان هستند. احتمالاً اندیشه زروانی گری اندیشه ای نو در دوران اشکانی و ساسانی نبوده و ریشه ای کهن تر از دین زرتشتی داشته است.

### مغان کلدانی

حداکثر گسترش سلسله کلدانی که از سال ۶۲۶ قبل از میلاد تا سقوط بابل در ۵۳۹ ق. م بر منطقه کلدانی حکمرانی می‌کرد.

سوتیون (در قرن سوم پیش از میلاد) نوشته است که ستاره‌شناسی، پیشگویی و اشتغال به سحر بین مغان کلدانی رواج داشته است.
در اوستا از جادو و جادوگری به شدت انتقاد شده و از اعمال اهریمنی به‌شمار می‌رفته است. دینون (۳۶۰ و ۳۴۰ قبل از میلاد) می‌نویسد: مغان به هیچ وجه از سحر و جادو ادراکی نداشتند برعکس گروهی از کلدانیان که آنها نیز مغان نامیده می‌شدند، محافظان و دارندگان سحر و جادو بوده و به این ویژگی مشهور بودند و نامشان مترادف با جادو و جادوگر بود. دینون می‌نویسد مغان کلدانی هنگام اجرای مراسم شاخه‌هایی از گیاهی ویژه در دست می‌گرفتند و که آلتی برای جادوگری بود.

### مغان میترایی
هاشم رضی در کتاب دین و فرهنگ ایرانی پیش از عصر زرتشت نوشته است: در ادوار قدیم تاریخ دینی ایران باستان روحانیان آیین‌های گوناگون مغ نامیده شده‌اند. «مغان میترایی» به موجب گات‌ها همان کرپان‌ها هستند.

### مغان برهمن در هند

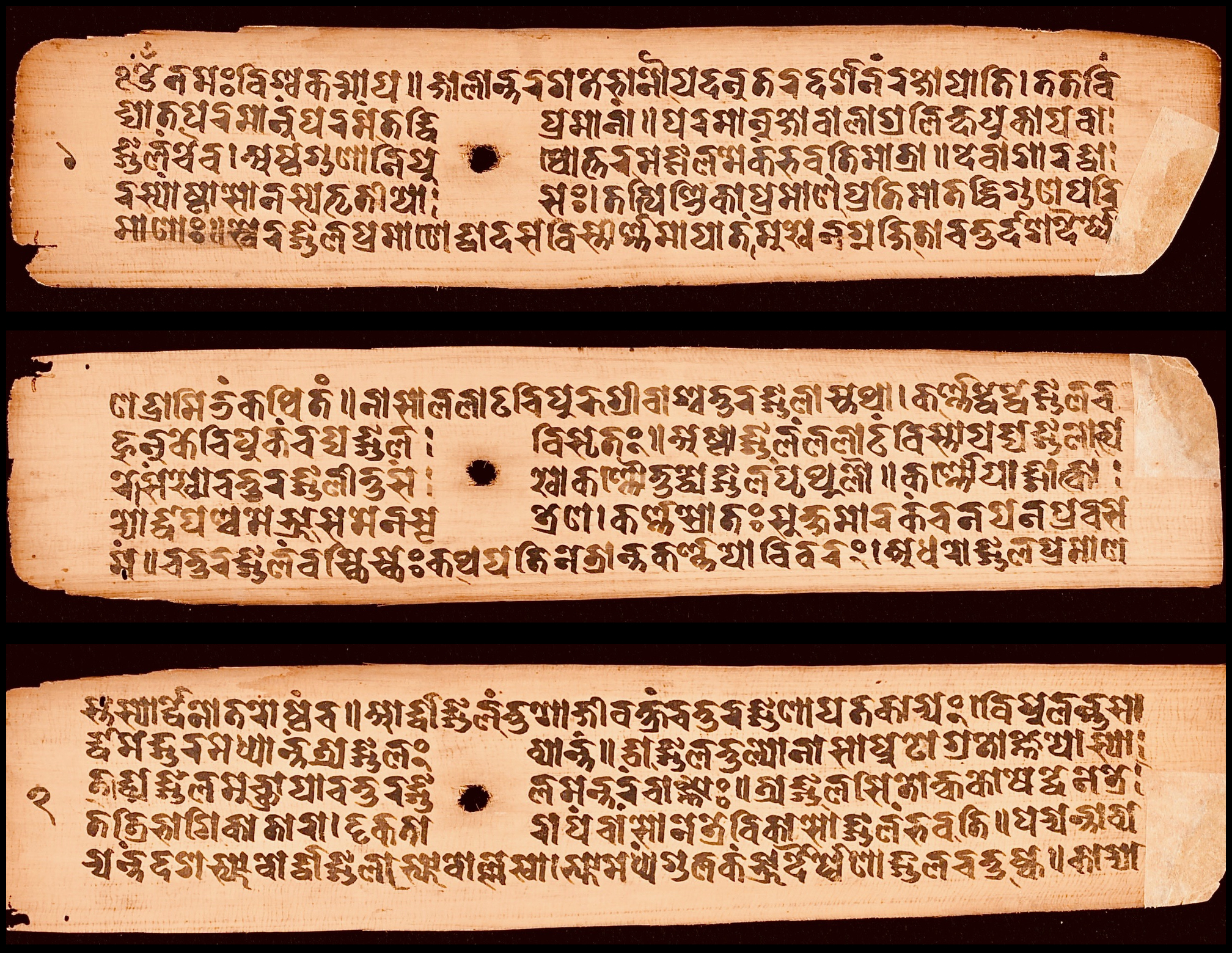
بریهات سامیتا از واراهامیهیرا، نسخه خطی برگ نخل ۱۲۷۹ م، پراتیما لاکشانا، سانسکریت

در هند، مغان برهمن را نوادگان چندین خانوار کاهن ماگا (سانسکریت मग) می‌دانند که برای انجام عبادت میترا (ودایی) (سوریا (ایزد)) در میتراوانا (معبد خورشید مولتان)، همان‌طور که در سامبا پورانا، بهاویشیا پورانا و مهاباراتا شرح داده شده است، دعوت شده بودند. وطن اصلی آنها یک منطقه اساطیری به نام شاکادویپا بود. به گفته واراهامیهیرا (حدود ۵۰۵ – ۵۸۷ میلادی)، مجسمه خدای خورشید (میترا) با لباس «شمالی» (آسیای مرکزی) به ویژه با چکمه‌های اسب‌سواری نشان داده شده است. برخی برهمین جوامع هند تبار کنونی خود را از ماگاها می‌دانند. برخی از اخترشناسان و ریاضیدانان کلاسیک هند از جمله واراهامیهیرا از نوادگان ماگاها محسوب می‌شوند.
واراهامیهیرا تصریح می‌کند که نصب و تقدیس تصاویر خورشید باید توسط ماگاها انجام شود. ابوریحان بیرونی اشاره می‌کند که کاهنان معبد خورشید مولتان ماگاها بودند. ماگاها در تعدادی از نقاط هند مستعمره داشتند و در کونارک، مارتاندا و در دیگر معابد خورشیدی کاهن داشتند.
راجندرا چاندرا هازرا (تولد ۱۹۰۴ – مرگ ۱۹۸۲) پژوهشگر ادبیات سانسکریت استدلال می‌کند که ماگاها و «بوجاکاها» هر دو از یک منشأ هستند و از یک گروه خورشیدپرست، منشعب می‌شوند، اما آنها در زمان‌های مختلف به هند رسیده‌اند. او همچنین بیان کرد که این رهبران مذهبی گروه خورشیدپرست، معروف به «ماگا» به وضوح از گروه مزدیسنا (به زبان ساده زرتشتی) متمایز است.

### مغان کاپادوکیه

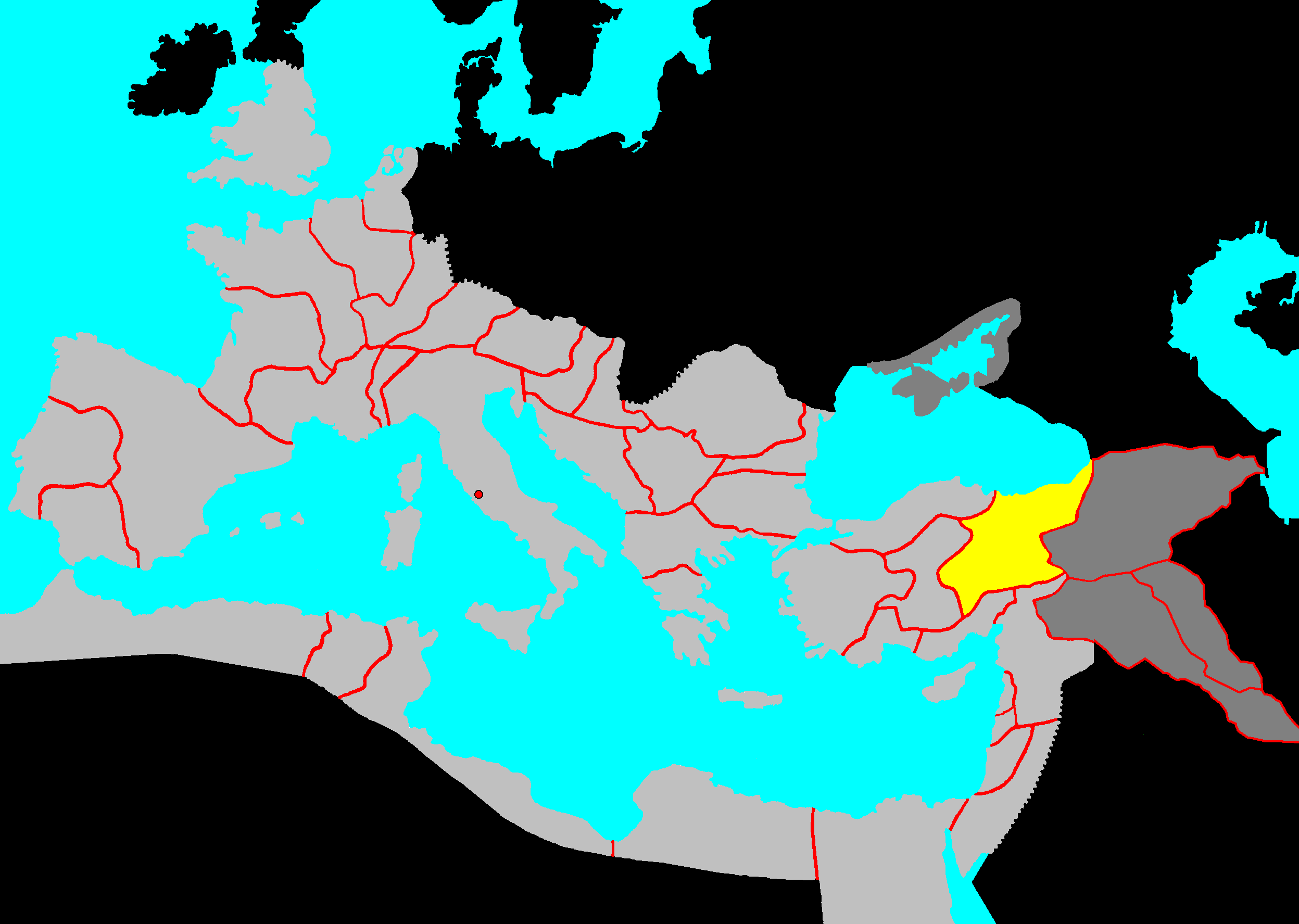
نقشه کاپادوکیه به رنگ زرد

استرابون (۶۳ یا ۶۴ پیش از میلاد- مرگ ۲۴ پس از میلاد) دربارهٔ رسوم «مغان کاپادوکیه» (بخشی از ترکیه امروزی می‌نویسد: «در کاپادوکیه مغان بسیارند. آنان دارای معاید قربان گاه‌های ویژه ای هستند. کاهنان مغ در آتشکده‌ها به نگهبانی از آتش و سرپرستی امور قربانی مشغولند. این کاهنان حیوانات را با شمشیر نمی‌کشند بلکه با چماق آنقدر ضربه به حیوان می‌زنند تا کشته شود.» رضی می‌نویسد که نکته تفاوت رسوم دینی این مغان با مزدیسنا است. در اوستا به موجب بهرام یشت کشتن حیوان قربانی به وسیله چماق رسم دیویسنان یا پیروان دیو است. در گات‌ها به صراحت نذور خونی و قربانی کردن حیوان منع شده است.

## در دوره ساسانی
محمد بن عبدالکریم شهرستانی در کتاب ملل و نحل از مذاهب ایران باستان یاد کرده و نوشته است، مجوس (در عربی به معنای مغان)، کیومرثیه، زروانیه، زرادشتیه، مانویه، مزدکیه در اساس فلسفی پیرو ثنویت بودند، اما تحت نفوذ ثنویت ایرانی قرار گرفتند و ثنویت فلسفی را به ثنویت در الهیات تبدیل کردند.

## واژه مغ و تعمیم آن به تمامی روحانیان
در ادوار قدیم تاریخ دینی ایران باستان روحانیان آیین‌های گوناگون مغ نامیده می‌شدند. هاشم رضی می‌نویسد: مغان افرادی بوده‌اند روحانی و طبقه‌ای محدود که انجام امور مذهبی به وسیلهٔ آنان صورت می‌گرفته است. اینان کاهنان آیین‌های کهن هم شامل می‌شدند. در ادبیات یونانی تمامی روحانیان و کاهنان همهٔ ادیان و مذاهب متفاوت در ایران و بین‌النهرین که در اصل «مغان میترایی» یا «مغان مهرپرست»، «مغان مادی»، «مغان کلدانی»، «مغان زروانی» و «مغان زرتشتی» و غیره بودند همگی با نام عام «مغ» یا با تلفظ یونانی «مگوس» «mḡušā» و به عربی «مجوس» خوانده می‌شدند. این مسئله موجب ابهامات و گمراهی‌های بسیاری شده است. برخی از پژوهشگران نظیر جیمز دارمستتر، ویلیامز جکسون، فرانتس آلتهایم، جوزفه مسینا و دیگران مغان را همان روحانیان زرتشتی می‌دانند و برخی دیگر مانند جیمز هوپ مولتون، یوهانس هرتل، ارنست هرتسفلد، گئورگ هوسینگ، فرانتس ویلهلم کونیگ، برنهارد گیکر و دیگران مغان را نه تنها گروهی جدا از زرتشتیان دانسته بلکه آنها را دشمن زرتشت معرفی می‌کنند.
در پایان دوره اشکانیان و در طی دوران ساسانیان یونانیان و رومیان روحانیان و کاهنان زرتشتی را «مگوس» می‌خواندند و تمایز بین نام روحانیان زرتشتی و دیگر مذاهب ایرانی قائل نبودند و دین‌آور تمامی مذاهب دیگر ایرانی را نیز زرتشت می‌دانستند. هرودوت به نام زرتشت اشاره نکرده است. نخستین کسی که از زرتشت مغ یا مگوس نام برده است خانتوس تاریخدان یونانی هم عصر با هرودوت است. کتاب اصلی او از بین رفته است اما نقل قول‌هایی از او نویسندگان بعدی بر جا مانده است. پژوهش‌ها نشان می‌دهد که که گویا خود خانتوس از زرتشت یاد نکرده بلکه تنها در مورد مغان یا مگوسان شرحی آورده است. چند قرن بعد کسانی که از او نقل قول کردند نام زرتشت را به جعل وارد آثارش کردند. این تداخل دربارهٔ ربط زرتشت به عنوان آورنده آیین مغان هم چنان ادامه یافت و در نوشته‌های دینی، فلسفی و عرفانی یونان باستان انتشار پیدا کرد. در آثار زرتشتی جز یکی دو بار از کلمه مغ اثری نیست در اوستا روحانیان «آترون» نامیده می‌شوند. این تداخل و ابهام پس از دوران ساسانی به آثار مورخان و نویسندگان اسلامی نیز وارد شده است.
بسیاری مطالب در مورد زرتشتی بودن هخامنشیان نوشته شده است که دلیل و شواهد آن را تأیید نمی‌کند. در این زمان «مغان مادی» یک کاست را تشکیل می‌دادند که جهت قدرت و سیطرهٔ فکری بر حکومت و مردم، بسته‌ترین طبقه اجتماعی بود. آنها ازدواج با محارم درجه اول را در بین خودشان قابل توجیه می‌دانستند زیرا نمی‌خواستند هیچ بیگانه‌ای را در کاست خود بپزیرند و در قدرتی که داشتند شریک کنند.